# 熊本熊
熊本熊（日语：くまモン，舊官方譯名：酷MA萌，過去也曾被譯為萌熊、熊紋）為日本全國知名的在地吉祥物。由日本九州熊本縣政府邀請當地出身的編劇小山薰堂及設計師水野學共同規劃設計，於2010年推出；最初志在於九州新幹線全線通車後推動本土經濟，推出不到三年，其認知度已經是全日本第一，甚至超越凱蒂貓。

## 設定資料

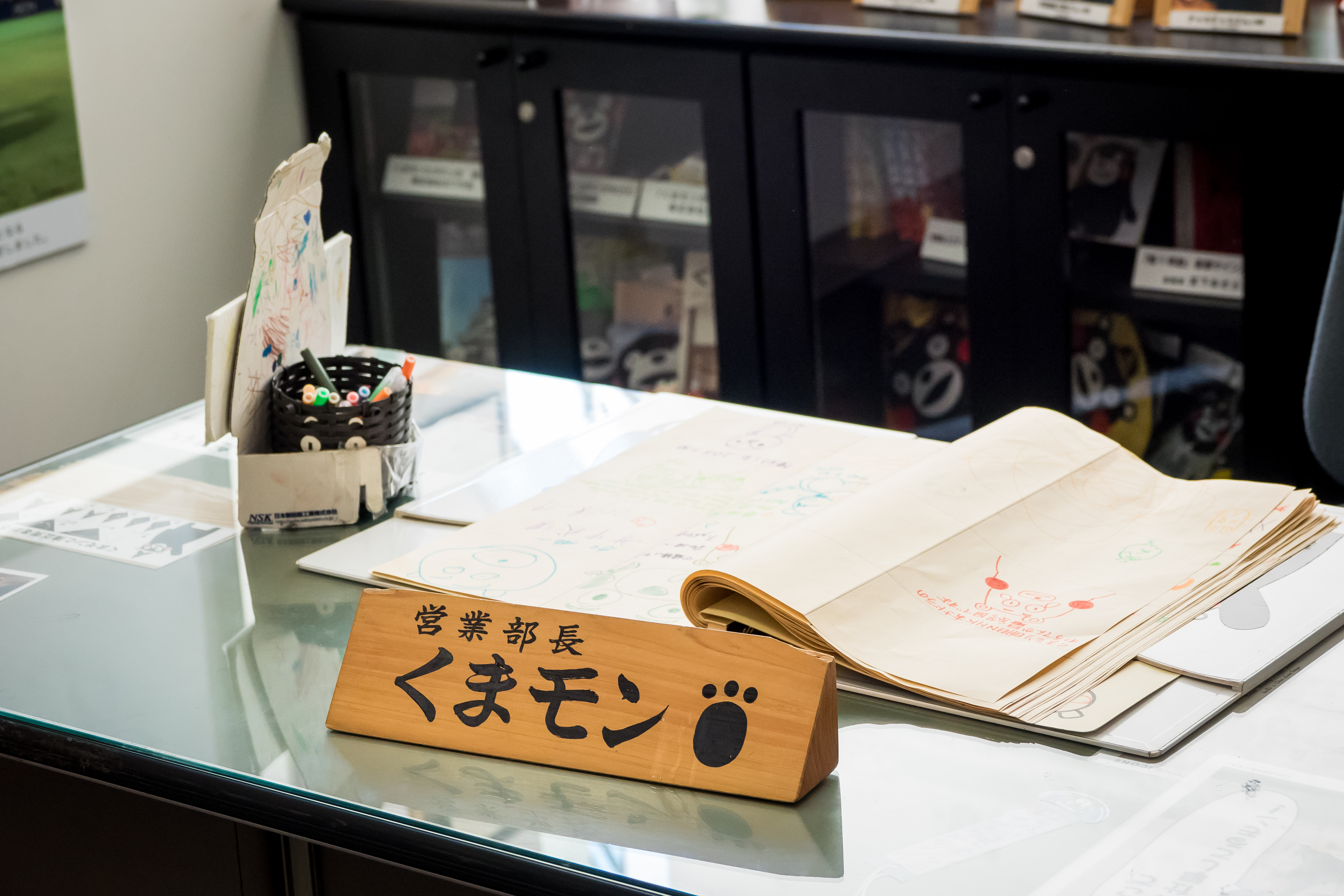
位於熊本熊廣場內的營業部長熊本熊辦公桌

熊本熊的官方身分為熊本縣的公務員，辦公室位於熊本市鶴屋百貨店本店東館1樓的「熊本熊廣場」；職銜為營業部長兼幸福部長，負責在各地出席熊本縣的各項宣傳活動。

## 公關效果
根據當地經濟研究所於2013年作出的統計，在「令你印象最深刻是九州的哪一個縣？」的問題中，相比2010年的調查結果，熊本縣在九州調查的排名由第六位上升至第二位，在關西由第六位升至第三位，在首都圏由第七位升至第五位。此外，整體到訪熊本縣的意欲增加了10%，在關西增加了23％，證明了熊本熊的公關效果甚為顯著。

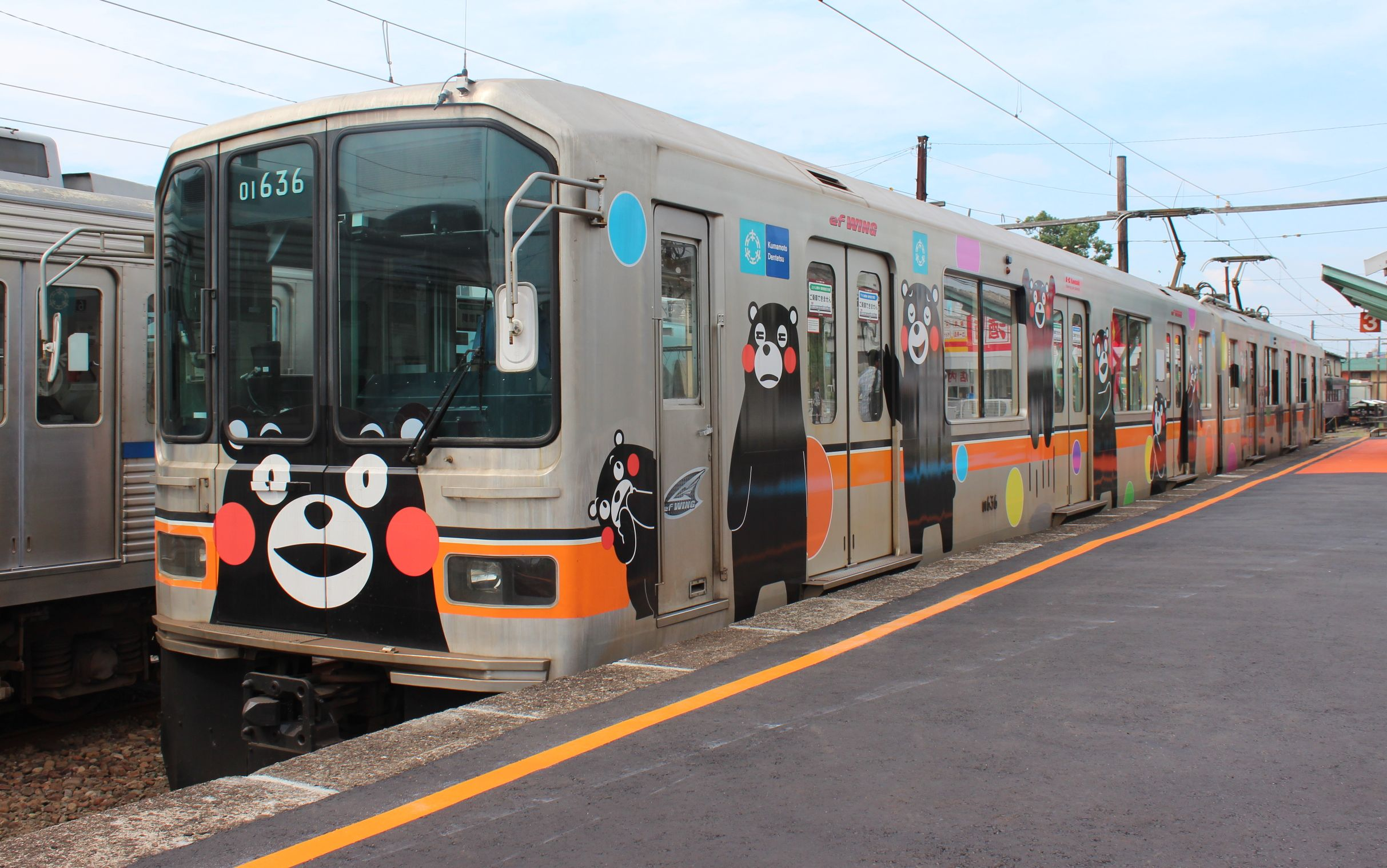
熊本電氣鐵道的熊本熊彩繪列車
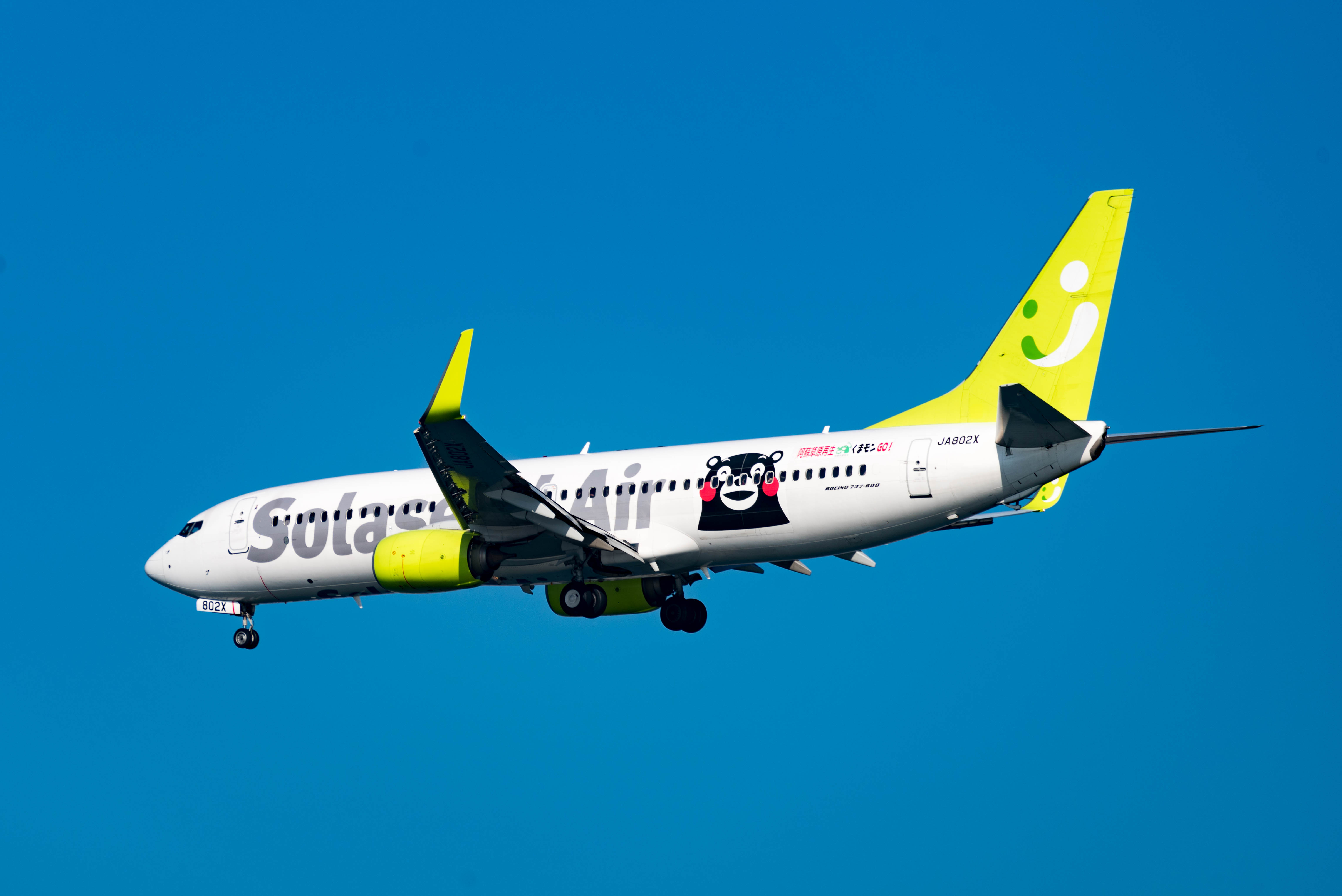
空之子航空的熊本熊彩繪飛機

## 經濟效益

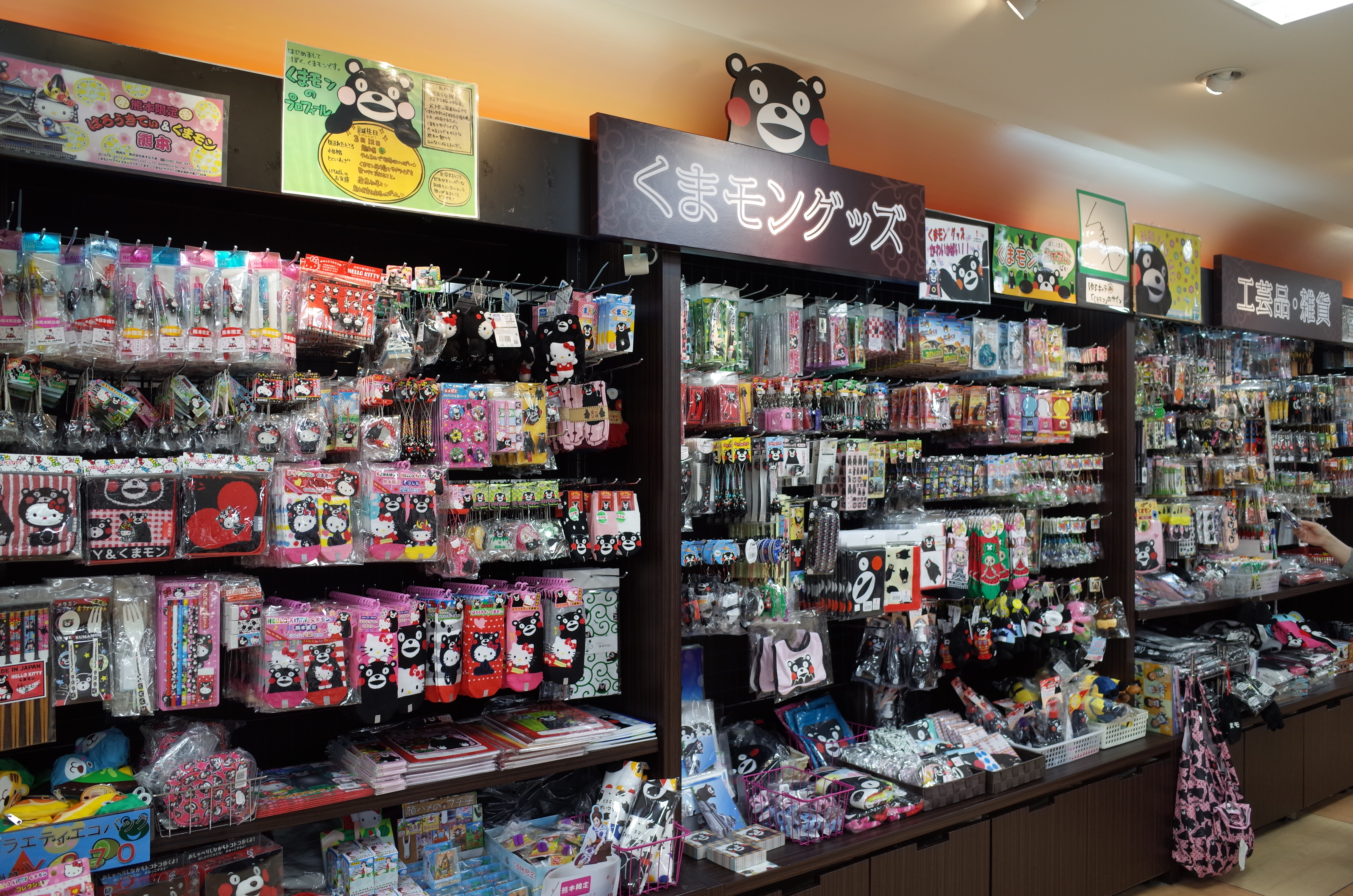
熊本機場內的熊本熊紀念品

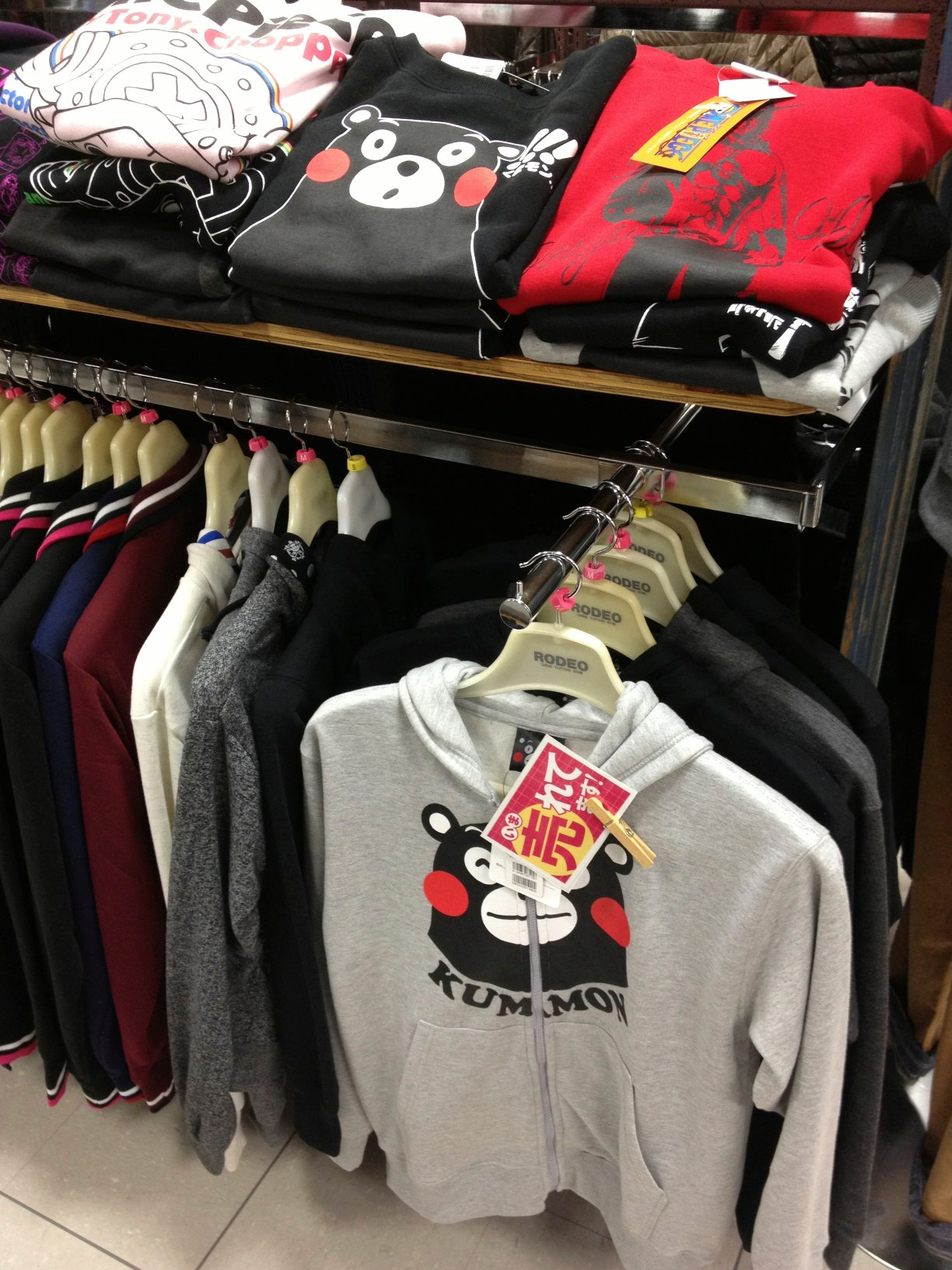
商店中有熊本熊圖案的衣服

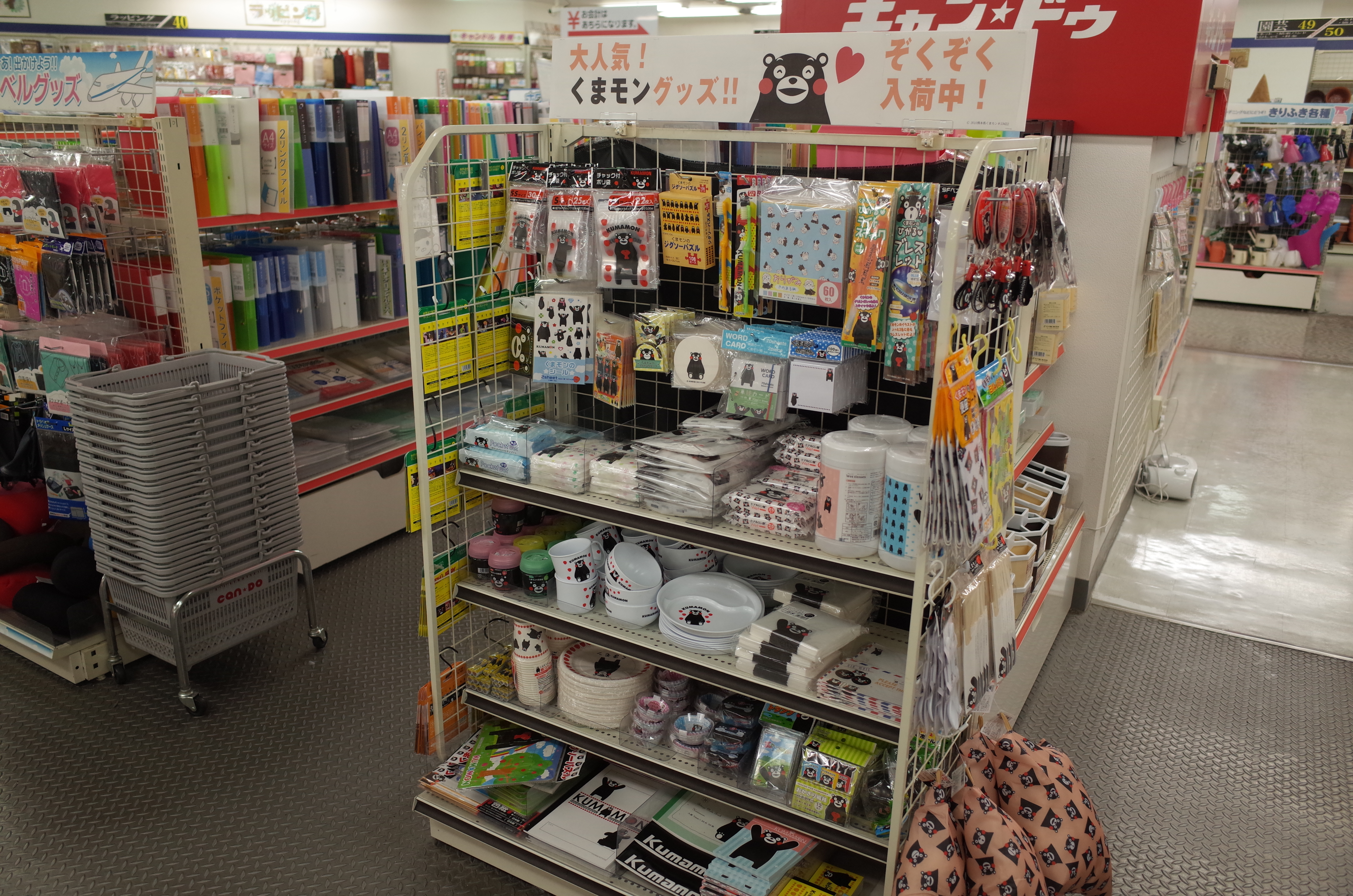
商店中有熊本熊圖案的生活用品

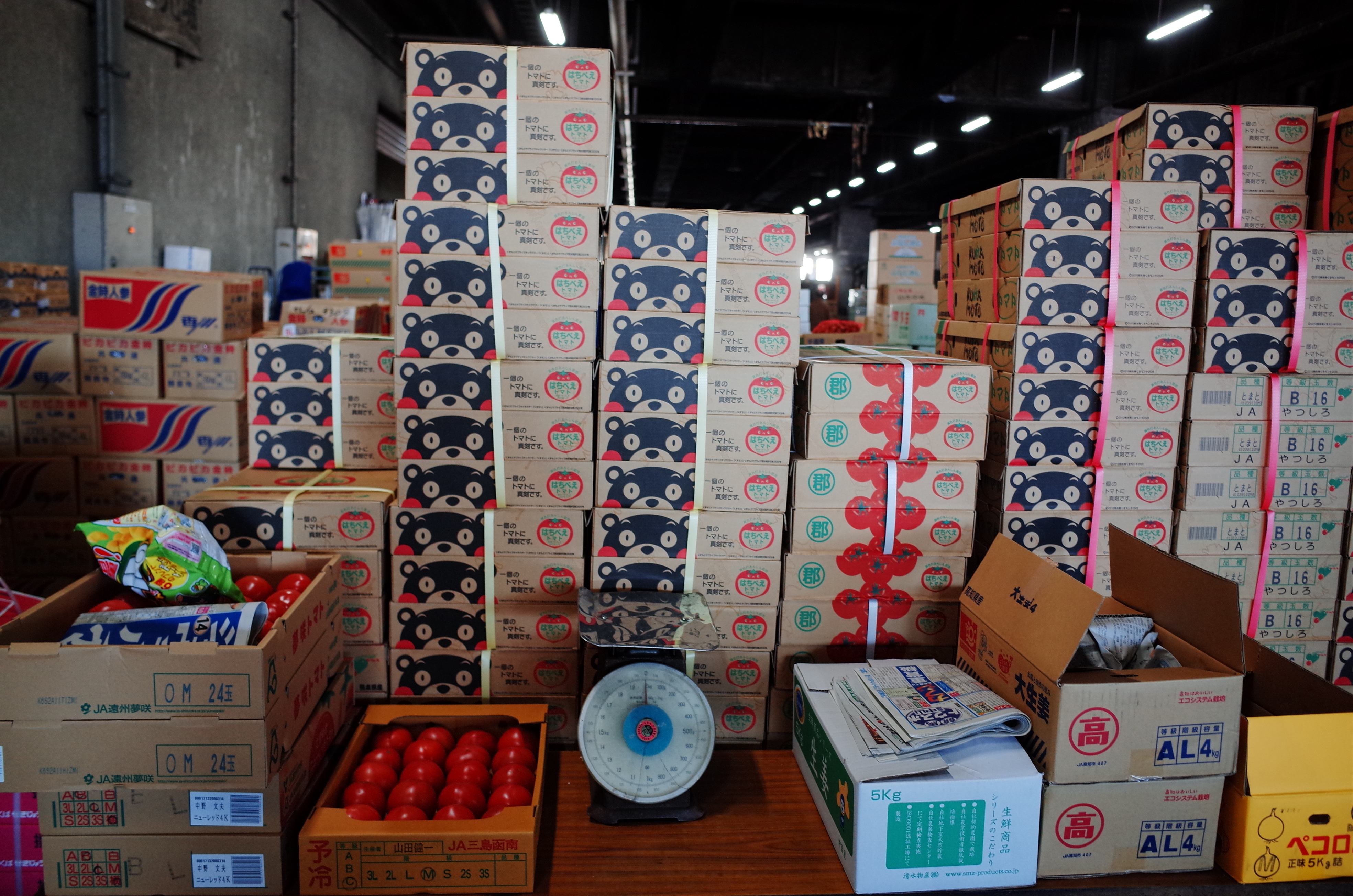
使用熊本熊圖案的番茄包裝盒

據日本銀行估計，包括各式各樣的熊本熊商品和額外的旅遊收益，熊本熊自2011年推出的首兩年為熊本縣帶來了1,232億日圓的收入。另一方面，2013年時PHP研究所的研究員亦指出，地方政府稅收的增加已經超越了宣傳及廣告費用的支出。
而光是熊本縣政府核准的熊本熊授權商品，在2015年的全年銷售額首次突破了1,000億日圓；2017年的周邊產品銷售額更達到1,408.742億日元，其中食品類就超過八成，達1195.1207億日元。
| 熊本熊官方授權商品歷年銷售額 | 熊本熊官方授權商品歷年銷售額 | 熊本熊官方授權商品歷年銷售額 |
| 年度                         | 銷售額                       | 備註                         |
| ---------------------------- | ---------------------------- | ---------------------------- |
| 2011年                       | 0,025億日圓                  |                              |
| 2012年                       | 0,293億日圓                  |                              |
| 2013年                       | 0,449億日圓                  |                              |
| 2014年                       | 0,643億日圓                  |                              |
| 2015年                       | 1,007億日圓                  |                              |
| 2016年                       | 1,280億日圓                  |                              |
| 2017年                       | 1,409億日圓                  |                              |
| 2018年                       | 1,505億日圓                  |                              |

### 相關產品
由於使用熊本熊肖像，不收取授權金，個人或業者都可以免費使用熊本熊的商標，只要符合宣傳熊本縣的目的，業者向熊本縣政府申請通過後即可使用熊本熊包裝行銷各自的商品，在2011年就有3,600件申請案件；起初的使用只局限於電話繩及毛絨玩具上，至2014年10月已增加至42個不同的種類，以下是一些例子：
- BMW合作推出熊本熊Mini汽車
- 徠卡相機推出兩款熊本熊特別版相機
- 本田汽車推出500辆限定版熊本熊的電單車
- 固力果推出熊本熊巧克力百奇

2018年起，國土交通省開放讓各地區可以自行設計「特色圖樣車牌」，熊本熊也成為熊本縣特色圖樣車牌的象徵，自2018年10月開始開放民眾更換，至2020年2月為止，熊本縣帶有熊本熊的特色車牌也成為全日本更換數量最多的特色車牌。

### 影視文化
- 熊本熊於2014年電影《電影版妖怪手錶：誕生的秘密喵！》中客串登場
- 熊本熊於2022年動畫《美味Party♡光之美少女》之第32話中客串登場
- 日本動、漫畫《黑暗集會》中，為「畢業生」邪經文大僧正的形代娃娃造型

## 歷史
因應經過熊本車站的九州新幹線於2011年全面通車，熊本縣政府自2006年起就計畫針對日本近畿地方、中國地方加強宣傳提高熊本縣的知名度，以避免旅客在九州新幹線通車後，只關注終點站或其他知名度相對高的縣市，而忽略了的位於中間的熊本。
於是熊本縣政府找了也是熊本縣出身的知名編劇小山薰堂構思宣傳熊本的方式後，決定設計熊本的在地吉祥物來行銷熊本的土產、特色。在與設計師水野學合作後，決定使用可以讓人聯想到「熊本」的「熊」作為角色造型，再配合熊本縣的象徵地標－熊本城的主要視覺色彩黑色，設計出了一身黑的黑熊，僅在臉頰上有兩個圓圓的腮紅；但雖然外型是熊，官方對其的設定並不是「熊」，而是「男孩」。2010年3月，熊本縣政府發表熊本熊，開始將熊本熊用在宣傳活動上。
此後熊本熊在日本各地甚至遠赴海外出席熊本縣的各項宣傳活動，亦曾經在日本天皇及皇后面前表演「熊本熊體操」。
熊本熊的官方職銜為營業部長兼幸福部長，2015年3月至6月期間由於減肥失敗於一度被降職至代理營業部長。
2014年妖怪手錶系列電影電影版妖怪手錶：誕生的秘密喵！中，熊本熊曾客串演出；2018年熊本縣組成「動畫酷熊本熊製作委員會」，宣布將由小山薰堂擔任監製，由美國動畫工作室「Tonko House」製作以熊本熊為主人公，以幸福為主題的動畫片，目標2019年完成。

### 官方中文名稱
熊本縣官方自2013年起規劃在所有中文地區統一使用與日文發音（Kumamon）相近的酷MA萌作為中文名稱，這名稱也具有帥氣（酷）和可愛的含義，也讓其符合不是「熊」而是「男孩」的角色設定；但酷MA萌的名稱始終未能在中文地區成功的推展開，反而造成販賣熊本熊周邊產品業者的困擾。此外在中國大陸，繼「熊本熊」的商標遭到中國大陸玩具業者搶先註冊後，「酷MA萌」商標在也遭到第三者的搶先註冊；因此在2019年3月7日，熊本縣政府申請將「熊本熊」的商標登錄為正式中文名，並自3月19日正式改用「熊本熊」作為中文名稱。

## 外部連結
- 官方網站 （页面存档备份，存于） （日語）
- 熊本熊的X（前Twitter） （日語）
- 熊本熊 官方的Facebook專頁 （日語）
- 熊本熊的熊本日記的Facebook專頁 （中文）
- YouTube上的KumamonTV頻道